# Zamek Stalker
Zamek Stalker (gael. Caisteal an Stalcaire) – zamek (wieża mieszkalna) w Szkocji, położony w jednostce administracyjnej Argyll and Bute. Znajduje się na niewielkiej wyspie, a jego początki sięgają XIV wieku. 

## Położenie
Zamek zlokalizowany jest na niewielkiej wyspie u ujścia Loch Laich na zachodnim wybrzeżu Szkocji, 40 km na północ od Oban, w jednostce Argyll and Bute.
Budowla jest własnością prywatną, ale w ograniczonej liczbie organizowane są po niej wycieczki. Do zamku można się dostać wyłącznie łodzią.

## Historia

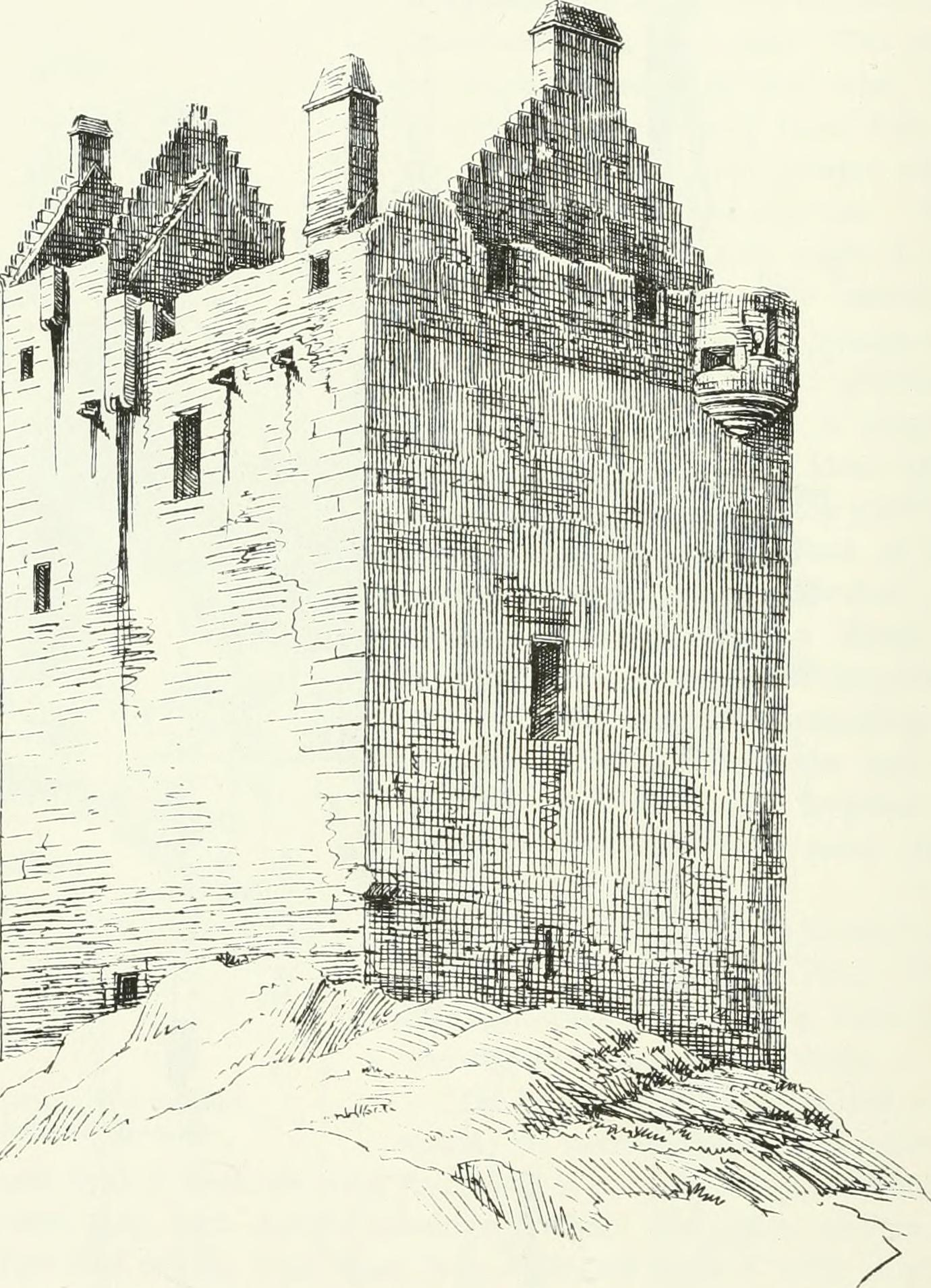
Zamek Stalker przedstawiony na rycinie z 1887 roku

Przypuszcza się, iż pierwotnie w miejscu obecnego zamku Stalker znajdował się mały ufortyfikowany budynek wzniesiony około 1320 roku, należący do klanu MacDougall, którego przedstawiciele nosili wówczas tytuł lordów Lorn. W 1388 roku lordostwo Lorn przeszło w ręce klanu Stewart, łącznie z ziemiami i zamkiem Stalker.
Zamek Stalker w obecnej formie został w dużej mierze zbudowany prawdopodobnie w latach 40. XV wieku przez Johna Stewarta, który miał nieślubnego syna Dugalda. W 1463 roku John poślubił pochodzącą z klanu MacLaren matkę Dugalda w Dunstaffnage i został zamordowany niedaleko kościoła przez Alana MacCoula. Po ślubie rodziców Dougald Stewart otrzymał pełne prawa dziedziczne i tytuł chief od Appin. Stewartowie zemścili się na klanie MacCoul w bitwie pod Stalc w 1468 roku, kiedy to Stewartowie i MacLarenowie wspólnie pokonali MacDougallów, a Alan MacCoul został zabity przez samego Dugalda Stewarta.
Urodzony w 1473 roku król Szkocji Jakub IV był kuzynem Stewartów z Appin, a kiedy osiągnął pełnoletność, często odbywał polowania w Highlands. Wiadomo, że dość często przebywał na zamku Stalker, wykorzystując go jako swoją bazę wypadową. W tym czasie dokonano rozbudowy zamku, obejmującej najwyższe piętro i dach.
Około 1620 roku zamek Stalker przeszedł w ręce klanu Campbell z Airds w wyniku pijackiego zakładu dokonanego przez Duncana Stewarta w zamian za łódź towarową. Stewartowie z Appin odzyskali zamek Stalker w 1689 roku, ale po porażce w bitwie pod Dunkeld (21 sierpnia 1689 roku) zamek ponownie został przekazany na rzecz Campbellów. Stewartowie odmówili jego oddania. Był oblegany przez Campbellów przez kilka miesięcy do momentu, gdy Stewartowie ogłosili kapitulację w 1690 roku.
Podczas powstania jakobickiego w 1745 roku zamek Stalker został obsadzony garnizonem składającym się z około 59 żołnierzy rządowych pod dowództwem Campbellów. Stewartowie z Appin, wspierając Karola Edwarda Stuarta, oblegli zamek 300 żołnierzami, ale wytrzymał on oblężenie.
Ostatni członek Campbellów urodził się w zamku Stalker w 1775 roku. Mieszkali w nim aż do około 1800 roku, kiedy to zbudowali nowy dom w Airds, a zamek stał się magazynem. Około 1840 roku dach zamku zapadł się lub celem uniknięcia podatku dachowego został on rozebrany i po tym zdarzeniu zamek został opuszczony.
W 1908 roku zamek został odkupiony od Campbellów przez Charlesa Stewarta. Przeprowadził on podstawowe prace konserwatorskie, aby powstrzymać jego dalszą degradację. W 1947 roku jego następca, gubernator Sarawaku Duncan Stewart został zamordowany przez Drajaków, a własność zamku Stalker przeszła na wdowę po nim. W 1965 roku podpułkownik Stewart Allward zakupił zamek i przez następne dziesięć lat prowadził prace renowacyjne, doprowadzając zamek Stalker do stanu nadającego się do zamieszkania. Zmarł on 5 lutego 1991 roku, a jego żona Marion 7 lipca 2005 roku. Po ich śmierci opieka nad zamkiem przeszła na ich dzieci.

## Architektura
Zamek Stalker to kamienna wieża mieszkalna wzniesiona na planie prostokąta o wymiarach 15,2 × 12,1 m i wysokości od 11,8 do 14,8 m. Liczy 4 kondygnacje nadziemne. Wejście do zamku, do którego prowadzą kamienne schody, znajduje się na pierwszym piętrze, w środkowej części ściany południowo-zachodniej. Widnieje nad nim wykonany z piaskowca herb klanu Stewart. Wejście zabezpieczały podwójne drzwi oraz machikuły.
Na parterze znajdowały się trzy piwnice oraz cela więzienna, do której jedyne wejście prowadziło przez właz w podłodze pierwszego piętra. Na pierwszym piętrze znajduje się hol, który posiada okna z trzech stron, a w zachodniej ścianie znajduje się kominek z ozdobnym nadprożem. Pierwotnie pokoje na pierwszym i drugim piętrze były wielkimi salami, które miały lekko pochyłe podłogi celem odprowadzania wody w sztormowe dni.
Bartyzana zamku, położona w południowo-wschodnim narożu, posiada kilka otworów strzelniczych. Zachowała się tam rzeźba ludzkiej głowy – najprawdopodobniej przedstawia ona mistrza murarskiego.
Jako że nie zachowały się żadne ślady stałej przeprawy, dostęp do zamku Stalker odbywał się prawdopodobnie tylko drogą wodną. Zachowały się natomiast fragmenty fundamentów murów obronnych i część muru w północnym rogu wieży. Mógł on pierwotnie posiadać około 3,9 m wysokości.

## Zamek w kulturze
- Film Monty Python i Święty Graal – zamek pojawił się epizodycznie w ostatnich scenach filmu[3] jako „The Castle Aaaaarrrrrrggghhh”; w filmie bohaterowie odwiedzają zamek Stalker w poszukiwaniu Świętego Graala[1].
- Film Nieśmiertelny[1].
- Film Nieśmiertelny IV: Ostatnia rozgrywka[4].

## Galeria

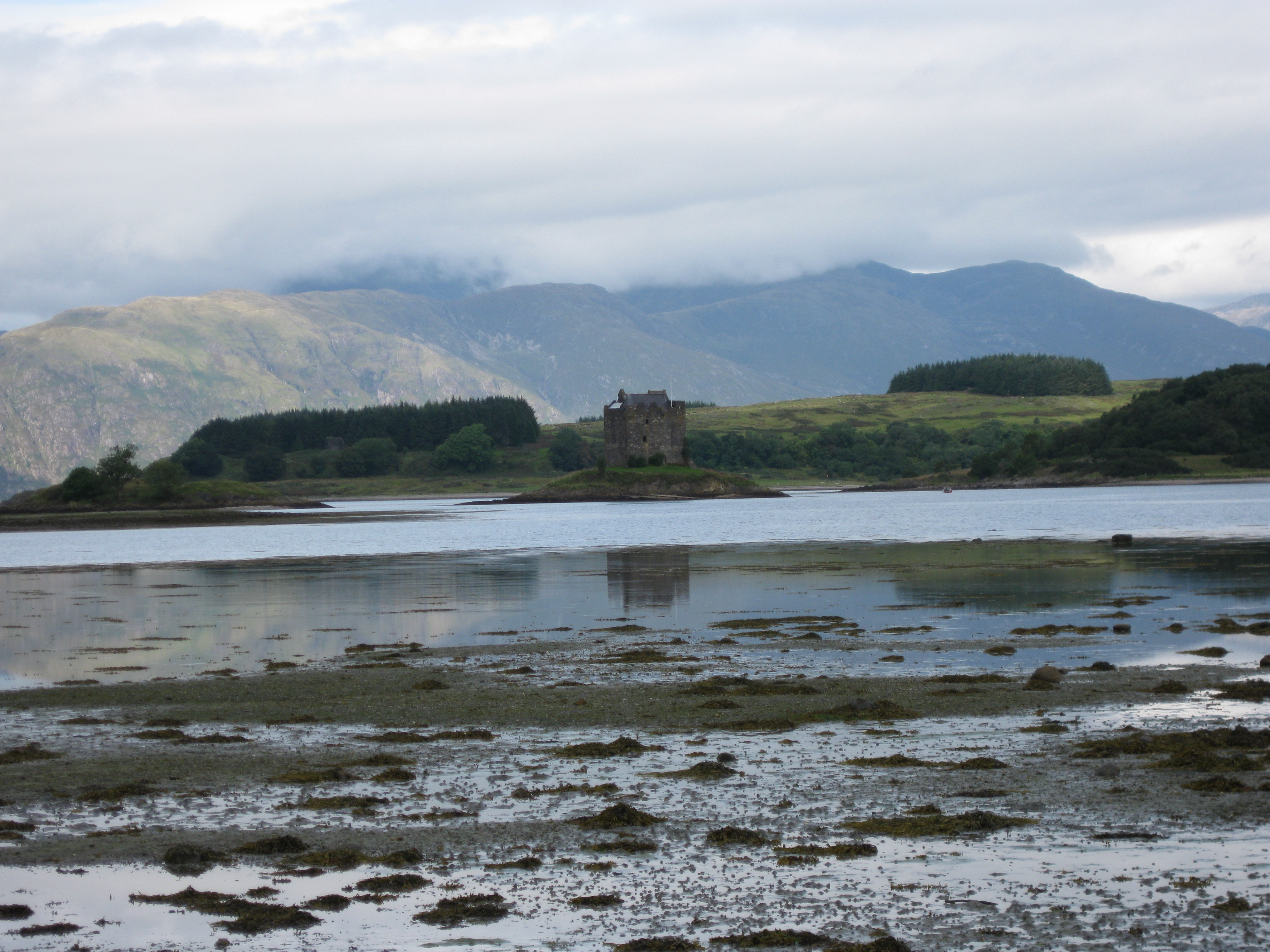
Zamek od strony południowo-wschodniej (2008)
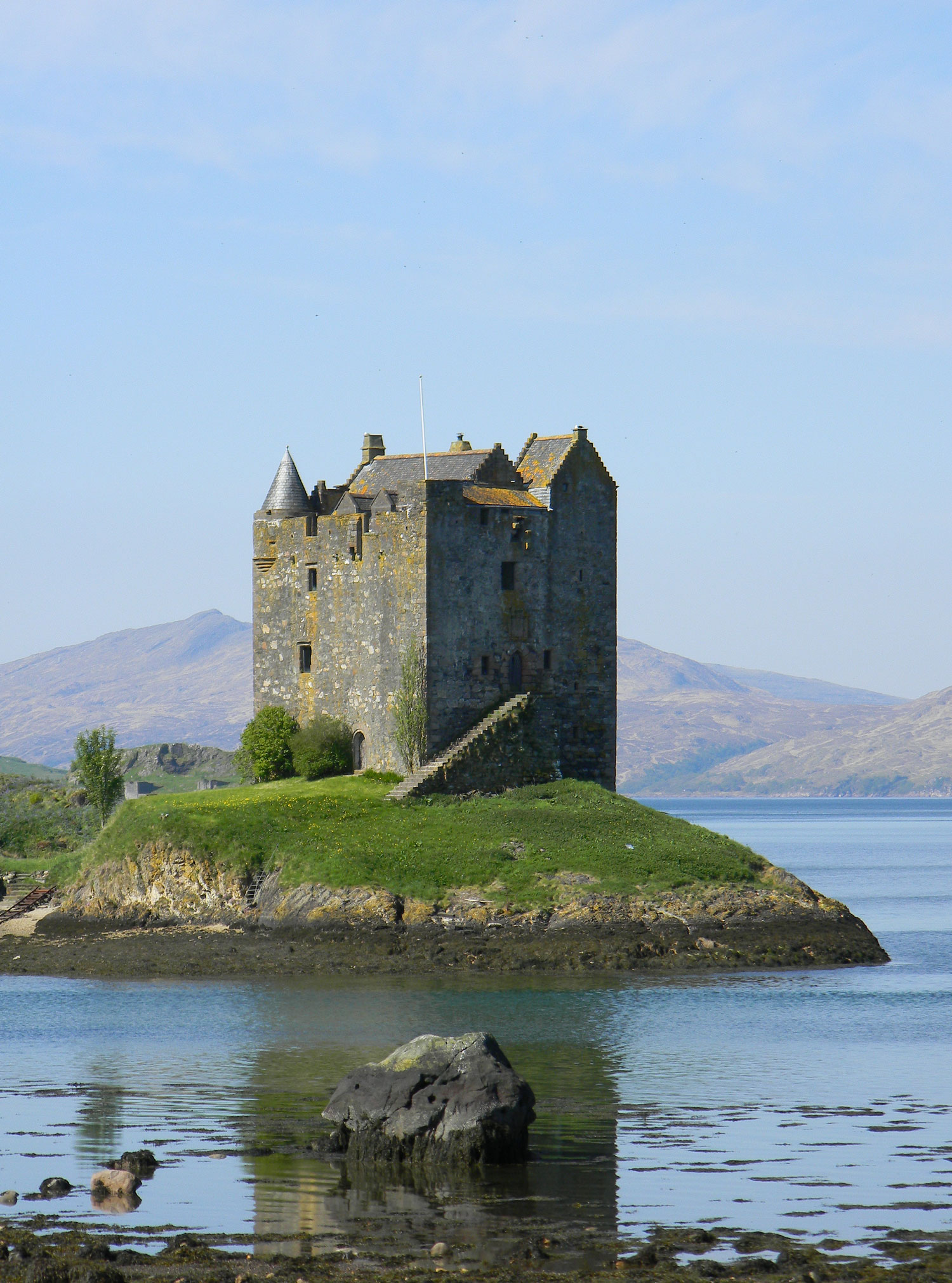
Zamek od strony wschodniej (2011)
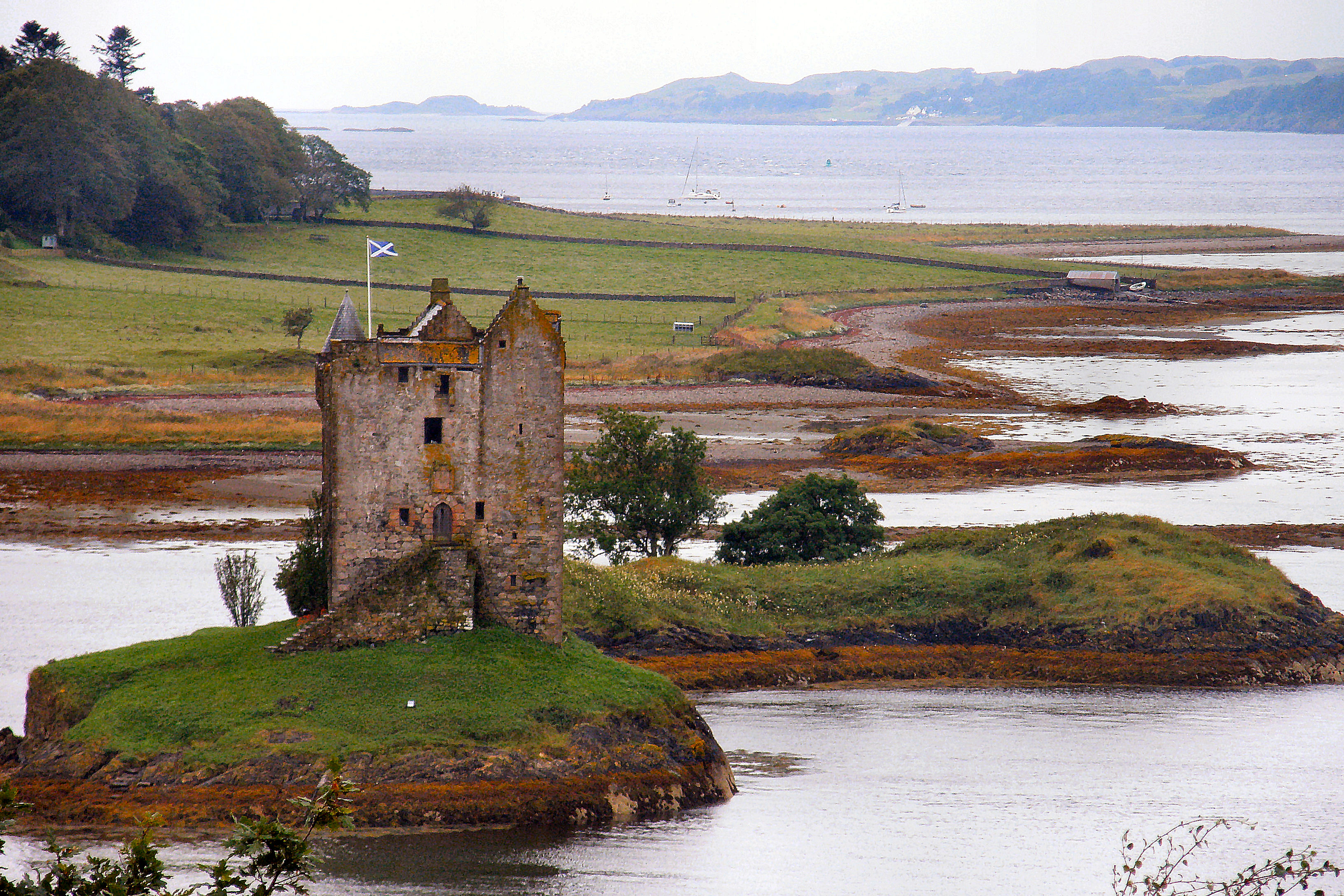
Zamek od strony północno-wschodniej (2011)
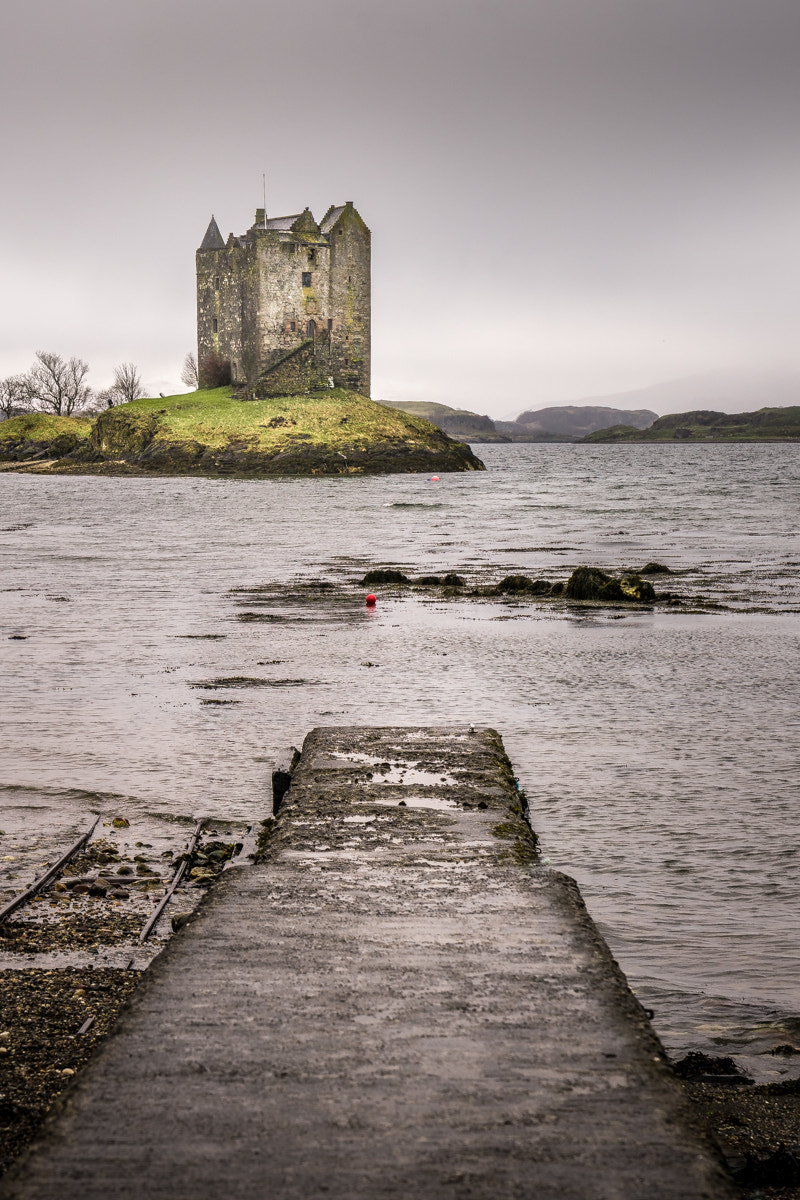
Zamek od strony wschodniej (2015)
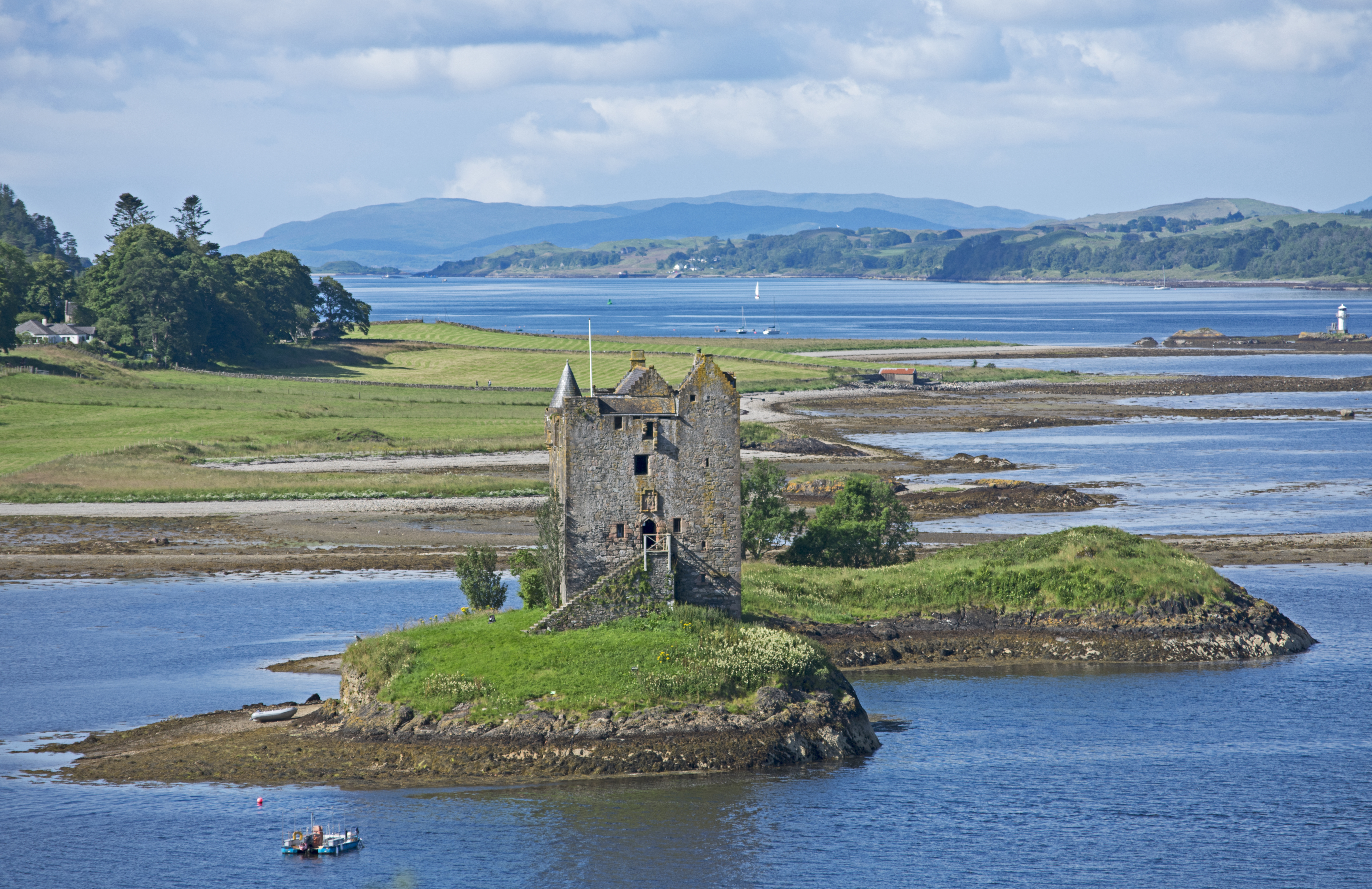
Zamek od strony północno-wschodniej (2022)